# William Osler Abbott
William Osler Abbott (1902 - 1943) fue un médico estadounidense , hijo del Dr. Alexander C. Abbott y Georgina Osler. Su contribución más notable al campo de la medicina fue su participación en el desarrollo del tubo Miller-Abbott , utilizado en la descompresión y colocación de endoprótesis en el intestino delgado , junto con Thomas Grier Miller , y también para diseñar el tubo Abbot Rawson . Abbot recibió su doctorado en medicina en 1928 en la Universidad de Pensilvania . Murió de leucemia mielógena en Waquoit, Massachusetts , el 10 de septiembre de 1943.

## Carrera
William Osler Abbott recibió su Bachelor of Arts (AB) en 1925 y su doctorado en Medicina (MD) en 1928 de la Universidad de Pensilvania . Después de graduarse trabajó como interno en un hospital de la Universidad de Pensilvania. De 1931 a 1934 tuvo experiencia trabajando a tiempo parcial en el Departamento de Farmacología, y también cofundó el Miller Abbott Tube en 1934, que es un tubo intestinal de drenaje de doble lumen para aliviar la distensión. Su socio fue T. Grier Miller, quien trabajó con él desde 1930 hasta 1934 cuando fundaron Miller Abbott Tube. En medio de su trabajo a tiempo parcial en el Departamento de Farmacología, Abbott estaba ascendiendo en Penn. Se incorporó a la clínica Gastro Intestinal en Penn y fue reconocido por primera vez como becario médico de 1930 a 1931. De 1931 a 1937 fue conocido como instructor en la Universidad de Pensilvania. En el año 1937, Abbott trabajó con  Arthur Joy Rawson en la creación del Abbott Rawson Tube, que es un tubo de gastroenterostomía de doble luz para uso en cuidados posoperatorios. Se incorpora al ejército en 1938 con el rango de mayor, aunque en poco tiempo se licencia tras el diagnóstico de una leucemia.